# マイタウンふるかわ
マイタウンふるかわは宮城県大崎市古川のタウン誌。全国タウン誌協会加盟。

## 概要
毎月末に発行。昔は月2回発行され、河北新報にも折り込まれていた。現在は古川駅や大崎市図書館、古川地域や美里町の商店で無料配置している。
主に古川で行われるイベントの告知や結果紹介、誕生日を迎える子ども、料理レシピ、映画情報、地元の病院の寄稿などを掲載しており、読者プレゼントもある。以前は4コママンガも掲載されていたが、最近は掲載されなくなった。地元企業等の広告も掲載される。
かつておおさきエフエム放送が同一所在地にあったが、2019年に移転している。
2018年7月5日法人格消滅。